# Kappel (Friburgo)
Kappel es un barrio en el sureste de Friburgo de Brisgovia en Baden-Wurtemberg, Alemania. Está ubicado en un valle lateral al sur del río Dreisam al pie del monte Schauinsland.

## Enlaces
- Wikimedia Commons alberga una categoría multimedia sobre Iglesia de San Pedro y San Pablo (Kappel).
- Páginas Badenses: Vistas de Friburgo Kappel